# San Lorenzo (cantão)
San Lorenzo é um cantão do Equador localizado na província de Esmeraldas.
A capital do cantão é a cidade de Equador.